# IBM Cloud Video
IBM Cloud Video (antes Ustream) es una plataforma en línea que cuenta con diversos canales que permiten la transmisión de eventos en vivo sin ninguna instalación de software. Esta transmisión es realizada por otros usuarios o por uno mismo si se está registrado, y es posible hacerlo desde un dispositivo móvil. Los usuarios tienen la opción de registrarse gratis o en forma de pago (cuenta Pro Broadcasting), teniendo en este último caso mayores ventajas como la opción de restringir la incrustación de reproductores de video o introducir anuncios sobre su canal sin la necesidad de tener amplios conocimientos de HTML5.

## Historia
Fundada en marzo de 2007 con base en San Francisco, Ustream dispone de más de 180 empleados en las oficinas de San Francisco, Los Ángeles y Budapest. Es propiedad de una empresa estadounidense con el mismo nombre, Ustream Inc.
Los tres fundadores (John Ham, Brad Hunstable, y el Dr. Gyula Feher) querían encontrar una forma de que sus amigos en el ejército, desplegados en el extranjero (Irak), durante la guerra, se pudiesen comunicar con sus familias.

Logo de Ustream

Después de que ellos hubiesen pasado por esta experiencia de no poder comunicarse con sus seres queridos durante los cinco años que dura la formación militar, pensaron que un producto como Ustream les proporcionaría a los soldados una forma de hablar con todos sus parientes ya que el tiempo libre en la zona de guerra era limitado. Inicialmente, Ustream tenía la intención de enviar webcams de soldados en Irak, sin embargo, funcionarios del ejército vetaron la idea por razones de seguridad, según un portavoz de la compañía. 
Poco tiempo después, los soldados ya equipados con una cámara web podrán transmitir a sí mismos a sus familias, al mismo tiempo que sus familias serán visibles para ellos. Los miembros del servicio sin cámaras aún pueden ver en sus pantallas de ordenador y comunicarse con sus seres queridos a través de mensajería instantánea o por teléfono.
Ustream es uno de una serie de sitios de transmisión de video en vivo como DaCast, Justin.tv, Veetle, Livestream, Bambuser y Blogstar. Estas compañías han experimentado un crecimiento significativo en la política, el entretenimiento y los campos de tecnología, sin embargo, Ustream ha crecido mucho más rápidamente que sus competidores y ha sido testigo de la transmisión de eventos relacionados con políticos como Hillary Clinton o Barack Obama y artistas como Plain White T. El canal MTV, la CSB o el cantante Justin Bieber también tienen su propio canal en Ustream.

## Eventos populares
Meteorito en Rusia - Más de ocho millones de personas vieron en el canal Ustream de la NASA la caída de un meteorito en Rusia el 15 de febrero de 2013.
Anuncio Playstation 4 - Fue visto por ocho millones de personas, con un millón de personas viéndolo simúltaneamente.
Derrumbe de la mina de san José (2012) - El rescate de los mineros se convirtió en el evento más visto por Ustream en 2010, con 5´3 millones de streamings.
Los récords anteriores los tenían el funeral de Michael Jackson en julio de 2009 que cosechó 4,6 millones de espectadores y el momento en el que Obama asumió el poder en Estados Unidos, en enero de 2009 que obtuvo 3,8 millones de visitas.

## Gestión de los derechos
Ustream utiliza un servicio de la aplicación de derechos de autor proporcionado por Vobile, que utiliza un sistema de toma de huellas dactilares patentada para detectar automáticamente el contenido con derechos de autor.
En la transmisión en directo de la ceremonia de los Hugo Awards en 2012 se produjo un corte de la emisión debido a que se emitieron diversos fragmentos de películas nominadas de las cuales la compañía no tenía los derechos. El aluvión de que quejas de los usuarios en redes sociales como Twitter provocó que la compañía pidiese disculpas y temporalmente desactivase el bloqueo automático de contenido hasta que se encontrase otra solución más satisfactoria al problema del infringimiento de los derechos de copyright.

## Dispositivos aptos para la aplicación Ustream
Ustream posteriormente ha desarrollado la aplicación Ustream Everywhere para retransmitir y ver emisiones en directo desde cualquier lugar y dispositivo:
- IPad y tabletas de Android
- IPhone
- Teléfonos Android
- Teléfonos con Windows Phone.
- Televisores conectados : Panasonic Viera Cast, Boxee y Google TV: El canal de Ustream también está disponible en todos los set-top boxes y para televisores inteligentes.
- Facebook: El Ustream libre para aplicación de Facebook permite que el usuario cree comunidades en torno a su canal en su página de Facebook y pueda ver y reproducir videos en dicha plataforma.